# 大島郡 (鹿児島県)
- 令制国一覧 > 西海道 > 大隅国 > 大島郡
- 日本 > 九州地方 > 鹿児島県 > 大島郡

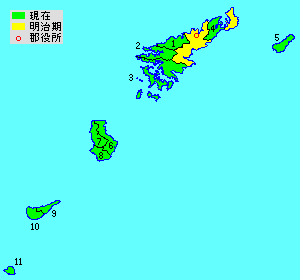
鹿児島県大島郡の位置（1.大和村 2.宇検村 3.瀬戸内町 4.龍郷町 5.喜界町 6.徳之島町 7.天城町 8.伊仙町 9.和泊町 10.知名町 11.与論町 かつて郡域だった三島村・十島村は省略）

大島郡（おおしまぐん）は、鹿児島県（大隅国）の郡。
人口58,008人、面積931.92km²、人口密度62.2人/km²。（2025年7月1日、推計人口）
以下の9町2村を含む。
- 大和村（やまとそん）
- 宇検村（うけんそん）
- 瀬戸内町（せとうちちょう）
- 龍郷町（たつごうちょう）
- 喜界町（きかいちょう）
- 徳之島町（とくのしまちょう）
- 天城町（あまぎちょう）
- 伊仙町（いせんちょう）
- 和泊町（わどまりちょう）
- 知名町（ちなちょう）
- 与論町（よろんちょう）

## 歴史
- 明治初年時点では後の本郡域の全域が薩摩鹿児島藩領であった。
- 明治4年7月14日（1871年8月29日） - 廃藩置県により鹿児島県の管轄となる。
- 明治12年（1879年）
  - 4月8日 - 琉球国のうち奄美大島・喜界島・徳之島・沖永良部島・与論島が大隅国大島郡となる。
  - 7月1日 - 郡区町村編制法の奄美での施行により、行政区画としての大島郡が発足。郡役所が名瀬方金久村に設置。
- 明治18年（1885年）10月20日 - 熊毛郡・馭謨郡および川辺郡の一部（上三島・トカラ列島）とともに金久支庁（後に大島島庁）の管轄となる。大島郡は同日以降、地理区分名称となる。
- 明治30年（1897年）4月1日 - 郡制の施行に伴い、薩摩国川辺郡硫黄島・黒島・竹島・口之島・臥蛇島・平島・中之島・悪石島・諏訪之瀬島・宝島の所属郡が本郡に変更。

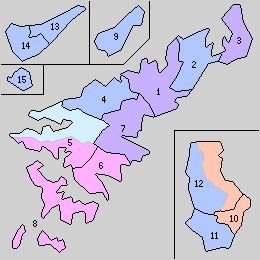
1.名瀬村 2.龍郷村 3.笠利村 4.大和村 5.焼内村 6.東方村 7.住用村 8.鎮西村 9.喜界村 10.亀津村 11.島尻村 12.天城村 13.和泊村 14.知名村 15.与論村（紫：奄美市 水色：宇検村 桃：瀬戸内町 橙：徳之島町 青：合併なし 十島村は省略）

- 明治41年（1908年）4月1日 - 島嶼町村制の施行により、以下の各村が発足。（16村）
  - 名瀬村 ← 金久村、伊津部村、仲勝村、有屋村、浦上村、大熊村、朝仁村、小宿村、知名瀬村、根瀬部村、有良村、蘆花部村、小湊村、名瀬勝村、伊津部勝村、朝戸村、西仲勝村（現・奄美市）
  - 龍郷村 ← 秋名村、幾里村、嘉渡村、円村、龍郷村、久場村、戸口村、中勝村、大勝村、浦村、瀬花留部村、屋入村、蘆徳村、赤尾木村（現・龍郷町）
  - 笠利村 ← 中金久村、里村、外金久村、川上村、屋仁村、佐仁村、用村、笠利村、辺留村、須野村、宇宿村、万屋村、手花部村、喜瀬村、用安村、節田村、和野村、平村（現・奄美市）
  - 大和村 ← 国直村、湯湾釜村、津名久村、思勝村、大和浜村、大棚村、大金久村、戸円村、名音村、志戸勘村、今里村（現存）
  - 焼内村 ← 西古見村、管鈍村、花天村、久慈村、古志村、篠川村（現・瀬戸内町）、阿室釜村、宇検村、久志村、生勝村、芦検村、田検村、湯湾村、須古村、部連村、名柄村、佐念村、平田村、阿室村、屋鈍村（現・宇検村）
  - 東方村 ← 油井村、久根津村、手安村、古仁屋村、清水村、嘉鉄村、蘇刈村、伊須村、阿木名村、勝浦村、網野子村、節子村、嘉徳村、小名瀬村、阿鉄村（現・瀬戸内町）
  - 住用村 ← 市村、山間村、役勝村、石原村、西仲間村、神屋村、見里村、東仲間村、川内村、摺勝村、城村、和瀬村（現・奄美市）
  - 鎮西村 ← 瀬武村、薩川村、芝村、実久村、阿多地村、須子茂村、嘉入村、西阿室村、瀬相村、俵村、三浦村、武名村、木慈村、押角村、勝能村、諸数村、生間村、渡連村、諸鈍村、野見山村、秋徳村、於斉村、伊子茂村、花富村、与路島、池地村、請阿室村（現・瀬戸内町）
  - 喜界村 ← 湾村、赤連村、中里村、荒木村、手久津久村、上嘉鉄村、浦原村、川嶺村、羽里村、山田村、城久村、滝川村、島中村、早町村、塩道村、長嶺村、白水村、嘉鈍村、阿伝村、花良治村、大朝戸村、西目村、中間村、中熊村、坂嶺村、伊砂村、伊実久村、小野津村、志戸樋村、佐手久村（現・喜界町）
  - 亀津村 ← 亀津村、亀徳村、徳和瀬村、諸田村、神之嶺村、井之川村、下久志村、尾母村、白井村（現・徳之島町）
  - 島尻村 ← 喜念村、佐弁村、目手久村、中山村、面縄村、古里村、検福村、伊仙村、阿三村、阿権村、木之香村、犬田布村、崎原村、小島村、糸木名村、八重竿村、馬根村（現・伊仙町）
  - 天城村 ← 山村、花徳村、母間村、轟木村、手々村、金見村（現・徳之島町）、与名間村、松原村、浅間村、阿布木名村、兼久村、大津川村、当部村、瀬滝村、西阿木名村、岡前村（現・天城町）
  - 和泊村 ← 和泊村、和村、手々知名村、喜美留村、国頭村、西原村、出花村、畦布村、根折村、玉城村、内城村、大城村、皆川村、古里村、後蘭村、田舎平村、永嶺村、瀬名村（現・和泊町）
  - 知名村 ← 知名村、屋子母村、大津勘村、徳時村、島尻村、正名村、田皆村、下城村、上城村、久志検村、赤嶺村、余多村、上平川村、下平川村、屋者村、芦清良村、黒貫村、瀬利覚村（現・知名町）
  - 与論村 ← 茶花村、立長村、麦屋村、足戸村、那間村、古里村（現・与論町）
  - 十島村（第1次） ← 中之島、宝島、悪石島、口之島、平島、臥蛇島、諏訪瀬島（現・十島村）、黒島、竹島、硫黄島（現・三島村）
- 大正5年（1916年）5月20日[1]（19村）
  - 焼内村が廃止され、一部（西古見・管鈍・花天・久慈・古志・篠川）に西方村、残部に改めて焼内村が発足。
  - 鎮西村が廃止され、一部（瀬武・薩川・芝・実久・阿多地・須子茂・嘉入・西阿室・瀬相・俵・三浦・武名・木慈）に実久村、残部に改めて鎮西村が発足。
  - 天城村が廃止され、一部（山・花徳・母間・轟木・手々・金見）に東天城村、残部に改めて天城村が発足。
- 大正6年（1917年）8月15日 - 焼内村が改称して宇検村となる。
- 大正8年（1919年）4月1日 - 喜界村が廃止され、一部（早町・塩道・長嶺・白水・嘉鈍・阿伝・花良治・伊実久村・小野津・志戸樋・佐手久）に早町村、残部に改めて喜界村が発足[2]。（20村）
- 大正10年（1921年）8月1日 - 島尻村が改称して伊仙村となる。
- 大正11年（1922年）10月1日（1町20村） - 名瀬村が廃止され、一部（金久・伊津部）に名瀬町、残部に三方村が発足[3]。
- 大正15年（1926年）7月1日 - 郡制が廃止。内務省告示第82号により大島島庁は大島支庁（第1次）に改組される。
- 昭和4年（1929年）9月30日 - 台風通過による暴風雨。郡内で全壊家屋1089棟、半壊家屋1803棟、船舶沈没120隻などの被害[4]。
- 昭和11年（1936年）4月1日 - 東方村が町制施行・改称して古仁屋町となる。（2町19村）
- 昭和16年（1941年）
  - 5月1日 - 和泊村が町制施行して和泊町となる。（3町18村）
  - 10月1日 - 喜界村が町制施行して喜界町となる。（4町17村）
- 昭和17年（1942年）1月1日 - 亀津村が町制施行して亀津町となる。（5町16村）
- 昭和21年（1946年）
  - 1月28日 - 連合国軍最高司令官総司令部により本土から分離。
  - 2月2日 - 口之島を除く北緯30度以北（竹島・硫黄島・黒島）を除く郡全域が米軍の統治下となる。残部は鹿児島市の十島村仮役場が管轄。
  - 3月16日 - 米国海軍軍政府北部南西諸島命令「大島支庁の行政権」により従前大日本帝国政府、鹿児島県にあった行政権について南西諸島米国海軍軍政府監督下の大島支庁の管轄となる[5]。
  - 7月1日 - 名瀬町が市制施行して名瀬市となり、郡より離脱。（4町16村）
  - 9月1日 - 知名村が町制施行して知名町となる。（5町15村）
- 昭和27年（1952年）
  - 2月4日
    - トカラ列島の区域（北緯30度以南北緯29度以北）が日本に返還。

  - 2月10日
    - 十島村（第1次）が区域を口之島を除く北緯30度以北（竹島・硫黄島・黒島）に変更のうえ[6]、改称して三島村となる[7]。
    - 十島村（第1次）のうち口之島および北緯30度以南（中之島・平島・諏訪瀬島・悪石島・小宝島・宝島）が日本に返還。政令の規定により同地域に地方自治法を適用して十島村（第2次）が発足[8]。
- 昭和28年（1953年）12月25日 - 全域が日本に返還。鹿児島県の出先機関としての大島支庁が再設置される。
- 昭和30年（1955年）2月1日 - 三方村が名瀬市に編入。（5町15村）
- 昭和31年（1956年）
  - 9月1日 - 西方村・実久村・鎮西村・古仁屋町が合併して瀬戸内町が発足。（5町12村）
  - 9月10日 - 喜界町・早町村が合併し、改めて喜界町が発足。（5町11村）
- 昭和33年（1958年）4月1日 - 亀津町・東天城村が合併して徳之島町が発足。（5町10村）
- 昭和36年（1961年）1月1日（7町8村）
  - 笠利村が町制施行して笠利町となる。
  - 天城村が町制施行して天城町となる。
- 昭和37年（1962年）1月1日 - 伊仙村が町制施行して伊仙町となる。（8町7村）
- 昭和38年（1963年）1月1日 - 与論村が町制施行して与論町となる。（9町6村）
- 昭和48年（1973年）4月1日 - 三島村・十島村の所属郡が鹿児島郡に変更。（9町4村）
- 昭和50年（1975年）2月10日 - 龍郷村が町制施行して龍郷町となる。（10町3村）
- 平成18年（2006年）3月20日 - 住用村・笠利町が名瀬市と合併して奄美市が発足し、郡より離脱。（9町2村）

### 変遷表
| 明治41年以前                                | 明治41年4月1日 | 明治41年-大正15年                                | 昭和元年-昭和20年                  | 昭和21年-昭和29年      | 昭和30年-昭和39年           | 昭和40年-昭和63年       | 平成元年-現在          | 現在            |
| ------------------------------------------- | -------------- | ------------------------------------------------ | ---------------------------------- | ---------------------- | --------------------------- | ----------------------- | ---------------------- | --------------- |
| 十島村                                      | 大島郡 十島村  | 十島村                                           | 十島村                             | 昭和27年2月10日 三島村 | 三島村                      | 昭和48年4月1日 鹿児島郡 | 鹿児島郡 三島村        | 鹿児島郡 三島村 |
| 十島村                                      | 大島郡 十島村  | 十島村                                           | 十島村                             | 昭和27年2月10日 十島村 | 十島村                      | 昭和48年4月1日 鹿児島郡 | 鹿児島郡 十島村        | 鹿児島郡 十島村 |
| 湾村 早町村                                 | 大島郡 喜界村  | 大正8年4月 喜界村                                | 昭和16年10月1日 町制               | 喜界町                 | 昭和31年9月10日 喜界町      | 喜界町                  | 喜界町                 | 喜界町          |
| 湾村 早町村                                 | 大島郡 喜界村  | 大正8年4月 早町村                                | 早町村                             | 早町村                 | 昭和31年9月10日 喜界町      | 喜界町                  | 喜界町                 | 喜界町          |
| 名瀬方 古見方 龍郷方 瀬名方 笠利方 赤木名方 | 大島郡 龍郷村  | 龍郷村                                           | 龍郷村                             | 龍郷村                 | 龍郷村                      | 昭和50年2月10日 町制    | 龍郷町                 | 龍郷町          |
| 名瀬方 古見方 龍郷方 瀬名方 笠利方 赤木名方 | 大島郡 笠利村  | 笠利村                                           | 笠利村                             | 笠利村                 | 昭和36年1月1日 町制 笠利町  | 笠利町                  | 平成18年3月20日 奄美市 | 奄美市          |
| 名瀬方 古見方 龍郷方 瀬名方 笠利方 赤木名方 | 4月1日 名瀬村  | 大正11年10月1日 町制                             | 名瀬町                             | 昭和21年7月1日 市制    | 名瀬市                      | 名瀬市                  | 平成18年3月20日 奄美市 | 奄美市          |
| 名瀬方 古見方 龍郷方 瀬名方 笠利方 赤木名方 | 4月1日 名瀬村  | 大正11年10月1日 三方村                           | 三方村                             | 三方村                 | 昭和30年2月1日 名瀬市に編入 | 名瀬市                  | 平成18年3月20日 奄美市 | 奄美市          |
| 住用方                                      | 大島郡 住用村  | 住用村                                           | 住用村                             | 住用村                 | 住用村                      | 住用村                  | 平成18年3月20日 奄美市 | 奄美市          |
| 大和濱方                                    | 大島郡 大和村  | 大和村                                           | 大和村                             | 大和村                 | 大和村                      | 大和村                  | 大和村                 | 大和村          |
| 宇検方 西方 東方                            | 大島郡 焼内村  | 大正5年5月20日 焼内村 大正6年11月1日 改称 宇検村 | 宇検村                             | 宇検村                 | 宇検村                      | 宇検村                  | 宇検村                 | 宇検村          |
| 宇検方 西方 東方                            | 大島郡 焼内村  | 大正5年5月20日 西方村                            | 西方村                             | 西方村                 | 昭和31年9月1日 瀬戸内町     | 瀬戸内町                | 瀬戸内町               | 瀬戸内町        |
| 宇検方 西方 東方                            | 大島郡 東方村  | 東方村                                           | 昭和11年4月1日 町制・改称 古仁屋町 | 古仁屋町               | 昭和31年9月1日 瀬戸内町     | 瀬戸内町                | 瀬戸内町               | 瀬戸内町        |
| 渡連方 実久方                               | 大島郡 鎮西村  | 大正5年5月20日 鎮西村                            | 鎮西村                             | 鎮西村                 | 昭和31年9月1日 瀬戸内町     | 瀬戸内町                | 瀬戸内町               | 瀬戸内町        |
| 渡連方 実久方                               | 大島郡 鎮西村  | 大正5年5月20日 実久村                            | 実久村                             | 実久村                 | 昭和31年9月1日 瀬戸内町     | 瀬戸内町                | 瀬戸内町               | 瀬戸内町        |
| 阿布木名方 山方                             | 大島郡 天城村  | 大正5年5月20日 天城村                            | 天城村                             | 天城村                 | 昭和36年1月1日 町制         | 天城町                  | 天城町                 | 天城町          |
| 阿布木名方 山方                             | 大島郡 天城村  | 大正5年5月20日 東天城村                          | 東天城村                           | 東天城村               | 昭和33年4月1日 徳之島町     | 徳之島町                | 徳之島町               | 徳之島町        |
| 亀津方                                      | 大島郡 亀津村  | 亀津村                                           | 昭和17年1月1日 町制                | 亀津町                 | 昭和33年4月1日 徳之島町     | 徳之島町                | 徳之島町               | 徳之島町        |
| 面縄方                                      | 大島郡 島尻村  | 大正10年6月29日 改称 伊仙村                      | 伊仙村                             | 伊仙村                 | 昭和37年1月1日 町制         | 伊仙町                  | 伊仙町                 | 伊仙町          |
| 知名方                                      | 大島郡 知名村  | 知名村                                           | 知名村                             | 昭和21年9月1日 町制    | 知名町                      | 知名町                  | 知名町                 | 知名町          |
| 和泊方                                      | 大島郡 和泊村  | 和泊村                                           | 昭和16年5月1日 町制                | 和泊町                 | 和泊町                      | 和泊町                  | 和泊町                 | 和泊町          |
| 立長村                                      | 大島郡 与論村  | 与論村                                           | 与論村                             | 与論村                 | 昭和38年1月1日 町制         | 与論町                  | 与論町                 | 与論町          |